# Sontang
Sontang is een bestuurslaag in het regentschap Rokan Hulu van de provincie Riau, Indonesië. Sontang telt 4002 inwoners (volkstelling 2010).